# Casa Salvi Noguera
La Casa Salvi Noguera és un edifici situat als carrers de la Princesa i del Pou de la Cadena de Barcelona, catalogat com a bé amb elements d'interès (categoria C). La finca actual inclou, a més, els edificis de la plaça de la Llana, 20 i 21.

## Història
L'adober de pells Salvi Noguera i Rovira tenia una casa-fàbrica al carrer del Pou de la Cadena, la propietat de la qual li fou venuda el 1848 per Maria Daroca, vídua de Miquel Fortuny (que fou propietari del molí paperer del Carme a Capellades) per 6.000 lliures. El 1852, l'Ajuntament de Barcelona va iniciar l'expropiació d'una part de la finca per a la obertura del carrer de la Princesa, i el 1857, Noguera va presentar el projecte d'un nou edifici, obra del mestre d'obres Jeroni Granell i Barrera.
A la mateixa època, va adquirir als germans Josep i Agustí Denís i Janer onze cossos i mig de casa al carrer de Sant Pere del Taulat (actualment Marià Aguiló) al Poblenou, on fa ver construir una nova casa-fàbrica, projectada pel mestre d'obres Joan Caballé i Fàbregas, que va cobrar 5.439 duros 9 rals pel total de l'obra.

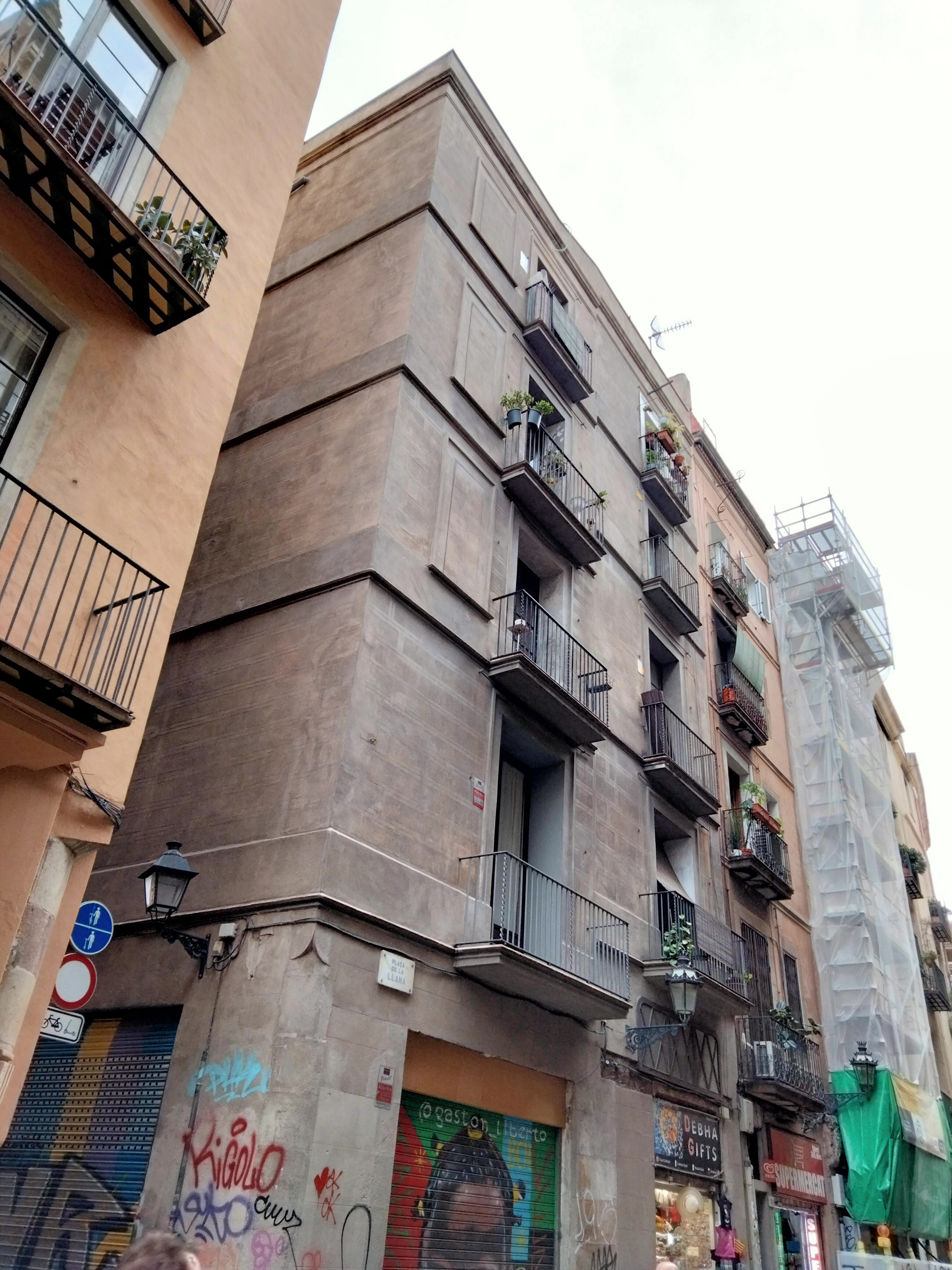
Façana de la plaça de la Llana

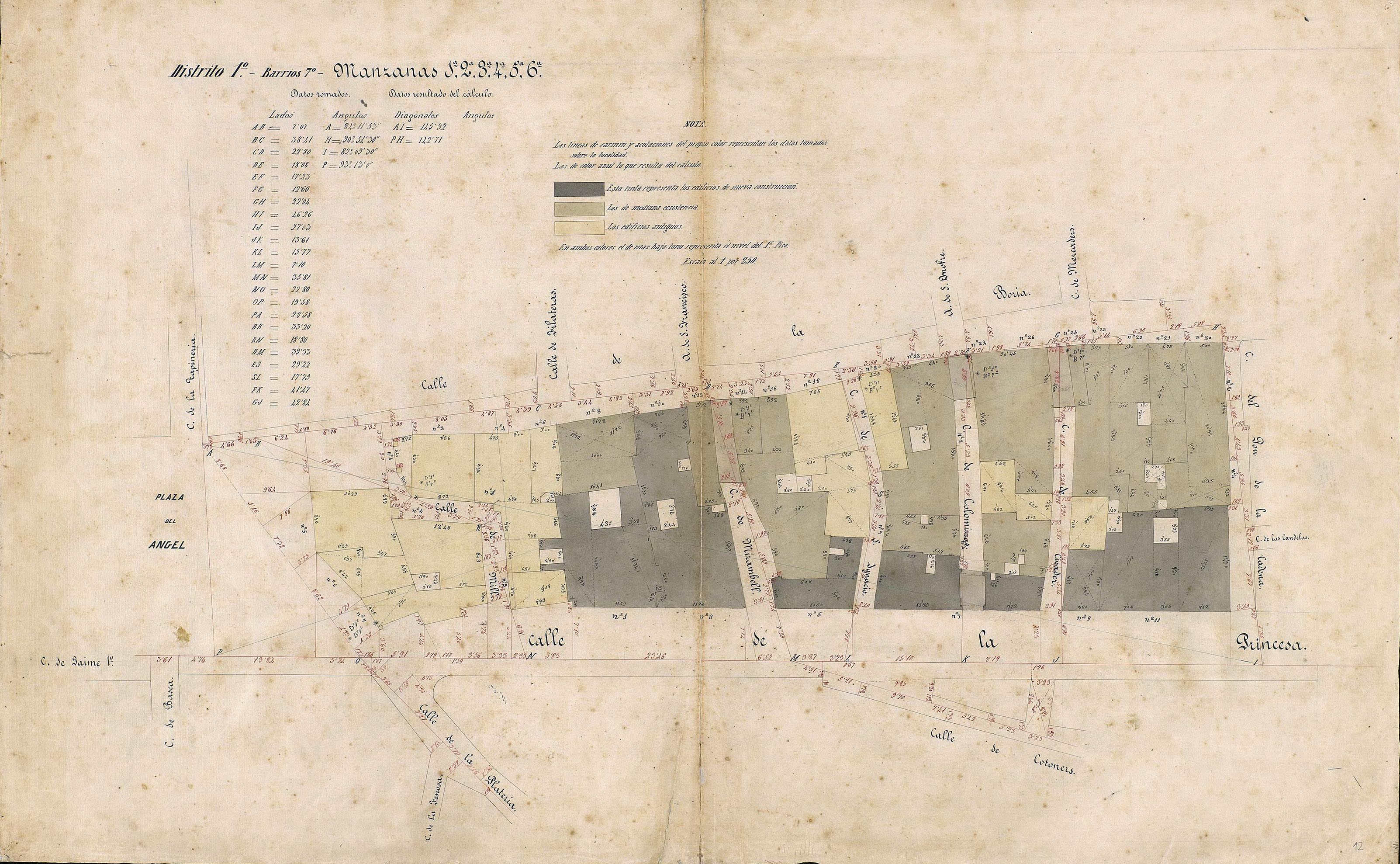
Quarteró núm. 12 de Garriga i Roca

## Descripció
Edifici de planta baixa i quatre pisos, amb la cantonada arrodonida segons les ordenances de l'epoca. Els baixos són de pedra i la façana del carrer de la Princesa té cinc portals d'arc escarser, el central dels quals és el d'accés a l'escala de veïns, i els dos de l'esquerra corresponen a la botiga El Rei de la Màgia, amb un interessant aparador de fusta pintada. Els balcons, de llosana de pedra i baranes de ferro forjat, s'estructuren segons un eix central de balcons individuals, i dobles a banda i banda, excepte al pis superior, on són tots individuals.